# 桜咲彩花
桜咲 彩花（おうさき あやか、1986年10月31日 - ）は、日本の女優。元宝塚歌劇団花組の娘役スター。
大阪府豊能郡出身。箕面自由学園卒業。身長164cm。血液型A型。愛称は「べーちゃん」。
所属事務所はFIRST AGENT。

## 来歴
2005年、宝塚音楽学校に入学した。
2007年、宝塚歌劇団に93期生として入団した。星組公演「さくら／シークレット・ハンター」で初舞台。その後、花組に配属された。
2011年、真飛聖退団公演となる「愛のプレリュード」で、新人公演で初めてヒロインを演じた。
2012年の「Victorian Jazz」でバウホール公演で初めてヒロインを演じた。
2013年の「オーシャンズ11」で2度目の新人公演でヒロインを演じた。
2015年の「風の次郎吉」（ドラマシティ・日本青年館公演）で、専科・北翔海莉の相手役を仙名彩世と務め、東上公演ダブルヒロインを演じた。
2016年、自身2度目の出演となる「ME AND MY GIRL」で、歴代ベテラン娘役が演じてきたマリア公爵夫人役を役替わりで演じた。続く「アイラブアインシュタイン」で、城妃美伶とバウホール公演ダブルヒロインを演じた。
2019年4月28日、仙名彩世退団公演となる「CASANOVA」東京公演千秋楽をもって、宝塚歌劇団を退団した。同年11月より生島企画室（現在のFIRST AGENT）所属となり、芸能活動を再開した。

## 人物
4歳下の弟と7歳下の妹がいる。
母がバレエ好きだったため、4歳頃からバレエを習い始める。
2歳の頃は東京に住んでいたが、幼稚園の頃に大阪府吹田市へ引っ越す。その後、豊能郡、名古屋へと引っ越し、高校入学時に豊能郡へと戻った。
活発な性格のため、引っ越し先でもすぐに友達ができ、応援団に立候補したり、ラクロス同好会を発足させたりしていた。
小学6年の時、星組公演「WEST SIDE STORY」で、宝塚を初めて観劇した。その後も観劇を続け、「エリザベート」で宝塚の虜となる。
高校1年の冬に宝塚受験を決意した。1度目の受験は2次まで進むも不合格に終わった。声楽も習い始め、2度目の受験に挑むも、面接でうまく話せず不合格に終わった。その後、進路を決める時期になり、迷いもあったが、3度目の受験に臨み、合格を果たした。合格発表の際には嬉しさのあまり大声をあげ、テレビカメラに囲まれてしまった。

## 宝塚歌劇団時代の主な舞台

### 初舞台
- 2007年3 - 4月、星組『さくら』『シークレット・ハンター』（宝塚大劇場のみ）

### 花組時代
- 2007年9 - 12月、『アデュー・マルセイユ』『ラブ・シンフォニー』
- 2008年2月、『メランコリック・ジゴロ』『ラブ・シンフォニーII』（中日劇場）
- 2008年3月、『舞姫-MAIHIME-』（日本青年館）
- 2008年5 - 8月、『愛と死のアラビア』『Red Hot Sea』
- 2008年9 - 10月、『外伝 ベルサイユのばら-アラン編-』『エンター・ザ・レビュー』（全国ツアー）
- 2009年1 - 3月、『太王四神記』
- 2009年5月、『哀しみのコルドバ』 - ペピータ『Red Hot SeaII』（全国ツアー）
- 2009年7月、『ME AND MY GIRL』（梅田芸術劇場）
- 2009年9 - 11月、『外伝 ベルサイユのばら-アンドレ編-』 - 新人公演：アンドレ（幼少時代）（本役：大河凜）『EXCITER!!』
- 2010年1月、『BUND／NEON 上海』（バウホール） - モニーク・シアラヴォラ
- 2010年3 - 5月、『虞美人』 - 新人公演：玉華（本役：華月由舞）
- 2010年7 - 10月、『麗しのサブリナ』 - スーザン、新人公演：ジュリー（本役：実咲凜音）『EXCITER!!』
- 2010年11 - 12月、『CODE HERO／コード・ヒーロー』（バウホール・日本青年館） - シベール
- 2011年2 - 4月、『愛のプレリュード』 - 新人公演：キャシー・ローレン（本役：蘭乃はな）『Le Paradis!!（ル パラディ）』 新人公演初ヒロイン[7][1]
- 2011年6 - 9月、『ファントム』 - オペラ座のダンサー／街の女、代役：フルール（本役：月野姫花）[注釈 1]、新人公演：フローラ（本役：華月由舞）
- 2011年10 - 11月、『小さな花がひらいた』 - みつ『ル・ポァゾン 愛の媚薬II』（全国ツアー）[7]
- 2012年1 - 3月、『復活-恋が終わり、愛が残った-』 - 新人公演：ミッシィ（本役：実咲凜音）『カノン』
- 2012年5月、『近松・恋の道行』（バウホール・日本青年館） - 小弁（喜世）[7]
- 2012年7 - 10月、『サン＝テグジュペリ』 - ポーレット、新人公演：新聞記者（本役：冴月瑠那）『CONGA!!』
- 2012年11月、『Victorian Jazz（ヴィクトリアン ジャズ）』（バウホール） - サラ・ウォルターズ バウ初ヒロイン[2]
- 2013年2 - 5月、『オーシャンズ11』 - 記者、新人公演：テス・オーシャン（本役：蘭乃はな） 新人公演ヒロイン[7]
- 2013年6 - 7月、『戦国BASARA』（東急シアターオーブ） - かすが[2]
- 2013年8 - 11月、『愛と革命の詩（うた）-アンドレア・シェニエ-』 - 新人公演：コワニー伯爵夫人（本役：花野じゅりあ）『Mr. Swing!』
- 2013年12月、『New Wave!-花-』（バウホール）
- 2014年2 - 5月、『ラスト・タイクーン-ハリウッドの帝王、不滅の愛-』 - セシリア・ブレーディ、新人公演：ケイティ・ドーラン（本役：桜一花）『TAKARAZUKA ∞ 夢眩』
- 2014年6月、『ベルサイユのばら-フェルゼンとマリー・アントワネット編-』（中日劇場） - ソフィア
- 2014年8 - 11月、『エリザベート-愛と死の輪舞（ロンド）-』 - 女官[7]
- 2015年1月、『風の次郎吉-大江戸夜飛翔-』（ドラマシティ・日本青年館） - 目明しのあやめ 東上Wヒロイン[8][2][7]
- 2015年3 - 6月、『カリスタの海に抱かれて』 - ナディア『宝塚幻想曲（タカラヅカ ファンタジア）』[7]
- 2015年7 - 8月、『スターダム』（バウホール） - ダイアン／ニコール
- 2015年10 - 12月、『新源氏物語』 - 紫の上『Melodia-熱く美しき旋律-』[注釈 2][7]
- 2016年2 - 3月、『For the people-リンカーン 自由を求めた男-』（ドラマシティ・KAAT神奈川芸術劇場） - アンナ
- 2016年4 - 7月、『ME AND MY GIRL』 - ディーン・マリア公爵夫人／ディス夫人（仙名彩世と役替わり）[2]
- 2016年9月、『アイラブアインシュタイン』（バウホール） - ミレーヴァ バウWヒロイン[2]
- 2016年11 - 2017年2月、『雪華抄（せっかしょう）』『金色（こんじき）の砂漠』 - 第二王女ビルマーヤ
- 2017年3 - 4月、『仮面のロマネスク』 - マリアンヌ・トゥールベル夫人『EXCITER!!2017』（全国ツアー）
- 2017年6 - 8月、『邪馬台国の風』 - フルヒ『Santé!!』
- 2017年10月、『はいからさんが通る』（ドラマシティ・日本青年館） - 花乃屋吉次
- 2018年1 - 3月、『ポーの一族』 - ジェイン
- 2018年5月、『あかねさす紫の花』 - 鏡女王『Sante!!』（博多座）
- 2018年7 - 10月、『MESSIAH（メサイア）-異聞・天草四郎-』 - 福『BEAUTIFUL GARDEN-百花繚乱-』
- 2019年2 - 4月、『CASANOVA』 - ダニエラ 退団公演[2]

### 出演イベント
- 2012年12月、タカラヅカスペシャル2012『ザ・スターズ!〜プレ・プレ・センテニアル〜』
- 2014年7月、『宝塚巴里祭2014』
- 2014年12月、タカラヅカスペシャル2014『Thank you for 100 years』[7]
- 2016年4月、『ME AND MY GIRL』前夜祭
- 2016年12月、タカラヅカスペシャル2016『Music Succession to Next』
- 2017年12月、タカラヅカスペシャル2017『ジュテーム・レビュー-モン・パリ誕生90周年-』
- 2018年11-12月、轟悠ディナーショー『Yū，Un jour chantant』
- 2018年12月、タカラヅカスペシャル2018『Say! Hey! Show Up!!』

## 宝塚歌劇団退団後の主な活動

### 舞台
- 2021年5月、越路吹雪40回忌コンサート『Après Toi〜アプレ・トワ』（博多座）[5][1]
- 2021年9月、『赤シャツ』（東京建物 Brillia HALL・森ノ宮ピロティホール） - 小鈴[9]
- 2022年1 - 2月、『リトルプリンス』（シアタークリエ・ビレッジホール）[10]

### ラジオドラマ
- 青春アドベンチャー（NHK-FM）
  - 「1848」(全15回)（2021年8 - 9月）[11]
  - 「黒い瞳のボヘミアン」(全10回)（2022年6 - 7月）[12]
  - 「軽業師タチアナと大帝の娘」(全15回)（2022年8 - 9月）[13]
  - 「ウィル」(全10回)（2023年5月）[14]
  - 「ラングドックの薔薇」(全10回)（2023年6 - 7月）[15]
  - 「太陽の城 月の砦」(全10回)（2024年2 - 3月）[16]
  - 「月の立つ林で」(全10回)（2024年7 - 8月）[17]
- FMシアター（NHK-FM）
  - 「とどけ、風の如く」（2020年6月）[18]
  - 「黄昏ペンライト」（2021年4月）[19]

### CM
- 2020年10 - 2021年9月、『コルゲンコーワ』[3][5][1]
- 2020年12月、『JAL』[5]